# Петља (Пирот)
Петља  је археолошко налазиште које се налази у Пироту. Откривено је приликом изградње градске инфрасктруктуре, недалеко од средњовековног утврђења, око око 80м од Доњег града.
На локалитету су 1989. године откривени бедеми са кулом и улазном капијом и ранохришћанска базилика. Потковичаста кула, која има димензије 7x 6 м, и бедеми (ширине 1,60м и висине 3,50м) зидани су техником лат. opus mixtum. Према покретном материјалу закључено је да је утврђење постојало између 2. и 6. века.
Ранохришћанска базилика није у потпуности истражена. Имала је димензије 10Х30 метара, зидови су ширине 1,80, и максималне очуване висине 1,50 метар. На јужној страни уочена су три контрафора, ширине
80 см и очуване висине од око 1 метра. На остацима базилике током средњег века изграђена је мања. 
Археолошко истраживање Пиротске тврђаве у периоду од 1970. до 1986. године, напростору Средњег града доказало је постојање културних слојева од праисторијског перида до савременог доба. У Горњем граду окривени су делови масивног лучног зида који на спољашњој страни има контрафор од опеке и који је највероватније део античке куле који припадају периоду између 1. и 4. века.
Јужно од локалитета Петља налази се локалитет Старо вашариште, где су откривени остаци терми и виле.